# 大甲中軍守備
大甲中軍守備（だいこうちゅうぐんしゅび）は、清朝が台湾に施行した営制であり、大甲守備とも称す。1733年（雍正11年）台湾鎮総兵が台湾府に駐留し、その下部に中、左、右の三営が設置され、，遊撃各1名、中軍守備各1名、千総合5名、把総9名が設置され、台湾を南、北、中の三路に分け防衛に当たらせた。
大甲は当時台湾北路右営に属し、その右営主官である右営遊撃は淡水庁（現在の新竹市）に駐留していた。
1806年（嘉慶11年）、竹塹営守備が設置され、1830年（道光10年）に大甲城業が完成すると、右営は大甲へと移転し大甲中軍守備と改称された。初代守備は陳福龍であり、その下に千総1名、把総1名、外委1名、兵200名を配置していた。

## 歴代守備
1. 陳福龍
2. 関桂
3. 張朝森
4. 岑廷高
5. 何必捷
6. 湯得陞
7. 劉紹春
8. 曾廷亮
9. 鄒若陞
10. 陳連春
11. 洪金元
12. 倪捷陞
13. 陳連春
14. 詹国泰
15. 楊建中
16. 陳連春
17. 戴捷春
18. 洪金元
19. 曽捷步
20. 陳兆麟
21. 龔朝俊
22. 郭得高
23. 龔朝俊
24. 郭得高
25. 余大勲
26. 李忠元
27. 龔朝俊
28. 林謙
29. 葉定国
30. 林字貴
31. 馬嵩魁
32. 張得陞
33. 馮慶章
34. 謝栄彰
35. 林金安
36. 陳冠品
37. 范金声
38. 藍季馨
39. 林上高
40. 藍季馨
41. 呉瑞瓊
42. 湯昭明
43. 区則超
44. 鍾水清
45. 馮瑞鳳